# Калольцьокорте
Калольцьокорте (італ. Calolziocorte) — муніципалітет в Італії, у регіоні Ломбардія, провінція Лекко.
Калольцьокорте розташоване на відстані близько 500 км на північний захід від Рима, 45 км на північний схід від Мілана, 7 км на південний схід від Лекко.
Населення — 14 086 осіб (2014).
Щорічний фестиваль відбувається 11 листопада. Покровитель — святий Мартин.

## Демографія
Населення за роками:

Станом на 1 січня 2023 року в муніципалітеті офіційно проживали 1342 іноземці з 65 країн, серед них 153 громадяни країн Євросоюзу та 33 громадяни України.

## Сусідні муніципалітети
- Бривіо
- Каренно
- Ерве
- Монте-Маренцо
- Ольджинате
- Торре-де'-Бузі
- Веркураго